# Der Tod im roten Jaguar
Der Tod im roten Jaguar ist der siebte Film der Jerry-Cotton-Serie aus den 1960er Jahren.

## Handlung
Eine Organisation schickt bezahlte Auftragsmörder in alle Bundesstaaten der USA. Nach dem Mord an Ann Gordon und ihrer jungen Tochter Jane fliegt Jerry Cotton nach San Francisco, wo bisher die meisten dieser Auftragsmorde begangen wurden.
Dort trifft er den befreundeten Privatdetektiv Sam Parker, der von Ann Gordons Ehemann Francis mit der Klärung des Mordes beauftragt worden ist, und dessen Assistentin Ria Payne. Eine Schlüsselrolle scheint Peter Carp einzunehmen, dessen Buchhalter durch die Organisation ermordet wurde. Im letzten Moment kann Cotton zwar zunächst den Mord an Carps Frau verhindern, die jedoch später einem weiteren Anschlag in der Wohnung Ria Paynes zum Opfer fällt. Eine Befragung des Auftragskillers wird dadurch verhindert, dass ein weiteres Mitglied der Organisation den vielfachen Mörder erschießt. Dessen vorherige Bemerkungen gegenüber Linda Carp führen immerhin auf die Spur des Nervenarztes Dr. Saunders, der sich seit vielen Jahren mit der Psyche von Mördern beschäftigt.
Jerry Cotton, der in Saunders’ Praxis den Schlüssel zur Aufklärung des Falles sieht, spielt nun den Lockvogel und lässt bei Dr. Saunders seine Ermordung bestellen. Dieser will aber vorher noch Ria Payne aus dem Weg räumen. Als der Mord an ihr scheitert, kann Cotton den Auftragsmörder umdrehen und so auf die Spur des Bosses der Organisation kommen.

## Produktionsnotizen

Posterlogo

Gedreht wurde vom 4. März 1968 bis zum 30. April 1968 in West-Berlin im Ufa-Filmatelier Berlin-Tempelhof. Die Außenaufnahmen entstanden unter anderem in der Turbinenhalle in Moabit, im Märkischen Viertel, im Hansaviertel, in Gropiusstadt, dem Falkenhagener Feld und am Hansatheater sowie in der Nähe von Stadtallendorf, im Basaltsteinbruch bei Nieder-Ofleiden.
Im Film wird mehrere Male Los Angeles als Handlungsort erwähnt, obwohl sich die Geschehnisse in San Francisco abspielen. Der dortige Flughafen und die Golden-Gate-Brücke erscheinen mehrmals im Bild.
Der Film kam ab dem 14. August 1968 im Massenstart in die Kinos.
Die deutsche Fassung wurde von Karlheinz Brunnemann erstellt. Gert Günther Hoffmann, der in früheren Filmen selbst aufgetreten war bzw. Kurd Pieritz und Ullrich Haupt nachsynchronisiert hatte (ebenfalls unter Brunnemanns Regie), sprach hier für George Nader.

## Kritiken
„Wenig einfallsreiches Kriminalabenteuer nach bekannten Mustern, immerhin flüssig und unterhaltsam als wirklichkeitsferne Kintopp-Kost abgespult.“

„Kaum spannendes Produkt aus der Cotton-Serie, mit ärgerlichen, unsinnigen Reißereffekten. Für Unermüdliche.“